# 1870 dans les chemins de fer
chronologie des chemins de fer
1869 dans les chemins de fer - 1870 - 1871 dans les chemins de fer

## Évènements

### Février
- 2 février, Angleterre : ouverture de la gare de Heeley à Sheffield sur la ligne Sheffield - Chesterfield.
- 19 février, France : création de la Société des chemins de fer des Bouches-du-Rhône

### Mars
- 15 mars, France : mise en service du tronçon de 4 km entre l'Ille-sur-Têt et Bouleternère par la Compagnie PP[1].

### Mai
- 11 mai, France : signature du décret de déclaration d'utilité publique de la ligne Falaise - Berjou.

### Juin
- 15 juin, France : ouverture de la section Affreville - Relizane du chemin de fer d'Alger à Oran et embranchements (PLM, réseau algérien).
- 30 juin, France : inauguration de la section Moulis - Pauillac du chemin de fer de Bordeaux à la Pointe de Grave (compagnie du Médoc).

### Octobre
- 6 octobre : Décès à Dresde du Pr Schubert, pionnier des chemins de fer en Allemagne.

## Statistiques
- France continentale : 17 953 km de voies ferrées, chemins de fer d'intérêt général et local, chemins de fer industriels et tramways, sont en exploitation[2].

## Anniversaire

### Mort
- Juin, décès d'Émile Grignard (1807-1870), Géomètre du cadastre Fondateur et directeur de la Compagnie du chemin de fer de Lyon (la Croix-Rousse) au camp de Sathonay[3].